# На север от сърцето
На север от сърцето (на испански: Al norte del corazón) е мексиканска теленовела, режисирана от Роберто Соса и Мигел Анхел Лосана и продуцирана от Сантяго Галиндо и Рубен Галиндо, които са автори и на оригиналната история, адаптирана от Патрисия Романи и Денис Пфейфер, за ТВ Ацтека през 1997 г.
В главните роли са Анет Мишел и Хорхе Луис Пила, а в отрицателните – Дана Гарсия, Фернандо Сиангероти и Алин Ернандес.

## Сюжет
Любовта на Анхела Медина и Хосе Франсиско Рейес започва по време на тяхното юношество, това е чиста и любов, която расте с тях с течение на времето. Тази идилия обаче е помрачена от Рафаел Тревиньо, който в желанието си да притежава Анхела, хладнокръвно убива нейните родители – Себастиан и Марина.
Матиас, кръстникът на Анхела, знае за намеренията на Рафаел, затова взема Анхела от града, за да я остави в сиропиталище. Никой, с изключение на Ховита и Матиас, не знае, че Анхела е оцеляла след съдбовното нападение. Минават десет години, преди Анхела да се върне в града, за да преоткрие едно изключително болезнено минало. Изпълнена с въпроси и съмнения, тя се установява в това, което сега е известно като Трите кръста, име, дадено на града заради трите кръста, намиращи се в семейния гроб на Медина. И Ховита, и Матиас настояват тя да крие самоличността си, защото знаят, че когато Рафаел я открие, той ще направи всичко възможно, за да я завладее.
Анхела и Хосе Франсиско не могат да скрият привличането, което изпитват. Без да знае, че тя е жената, за която е плакал десет години, Хосе Франсиско се влюбва отново в нея. Той започва да я ухажва, действие, което никога не е искал да предприеме спрямо Елоиса, дъщерята на Рафаел. В атмосфера на страсти, интриги, расови борби и несправедливости, останалата част от историята се развива, без Анхела и Хосе Франсиско да успяват да бъдат заедно, винаги преследвани от зловещия Рафаел Тревиньо.

## Актьори
- Анет Мишел – Анхела Медина / Адриана Домингес
- Хорхе Луис Пила – Хосе Франсиско Рейес
- Дана Гарсия – Елоиса Тревиньо Санчес Серано
- Фернандо Сиангероти – Рафаел Тревиньо Монтенегро
- Гилермо Кинтания – Акилес
- Карлос Кардан – Маркос
- Родолфо Ариас – Фернандо
- Фабиана Персабал – Валерия
- Хоанитка Мариел – Марта
- Роберто Монтиел – Себастиан Медина
- Америка Габриел – Марина Медина
- Мигел Кутуриер – Ървинг
- Роберто Матеос – Жоел
- Ана Силвия Гарса – Тринидад
- Марко Муньос – Леон
- Грасиела Ороско – Ховита
- Енрике Муньос – Матиас
- Лупита Сандовал – Карла
- Суря Макгрегър – Мария
- Хули Фурлонг – Марсела
- Марта Ресников – Вирхиния
- Мария Ребека – Марибел
- Мария Фернанда Гарсия – Беатрис
- Диана Ферети – Амара
- Алехандра Лорето – Пилар
- Анхелина Крус – Долорес
- Еухенио Монтесоро – Ричард
- Ана Фиори – Марина / Даниела
- Фернандо Сарфати – Андрес
- Роландо де Кастро мл. – Джими
- Рос Рамирес
- Педро Вега – Давид
- Карла Янос – Мириам
- Алин Ернандес – Делия
- Ванеса Акоста
- Рикардо Алдапе Гера – Рикардо
- Марко Бакуси
- Едуардо Касаб
- Ана Клаудия Таланкон – Анхела (тийнейджърка)
- Сесар Диас – Хосе Франсиско (тийнейджър)
- Ерика Лавин – Елоиса (дете)
- Моника Франко
- Хуан Гаярдо
- Гресия
- Роберто Медина
- Мария Елена Оливарес
- Хайме Падия
- Нора Пара
- Ракел
- Сесар Риверос
- Артуро Риос
- Хулио Сандовал

## Премиера
Премиерата на На север от сърцето е на 17 февруари 1997 г. по Ацтека Тресе. Последният 120. епизод е излъчен на 1 август 1997 г.